# Анатолий (Ключарёв)
Архимандрит Анатолий (в миру Андрей Ключарёв; ок. 1827 — 1887) — архимандрит Русской православной церкви, настоятель Рыльского Николаевского монастыря.

## Биография
Родился около 1827 года в семье причетника Курской епархии. По окончании со званием студента местной духовной семинарии, он был рукоположен в 1850 году во священника церкви села Сулы. После смерти жены и детей, в 1859 году он поступил в Киевскую духовную академию, где окончил курс в 1863 году со степенью старшего кандидата. Был назначен в Курскую семинарию преподавателем по Священному Писанию. В 1864 году он принял монашество с именем Анатолий. С 1868 года преподавал догматическое и нравственное богословие и еврейский язык.
В 1873 года был избран съездом духовенства смотрителем Рыльского духовного училища, в 1876 году возведён в сан архимандрита и назначен управляющим Рыльским монастырем, с освобождением от должности смотрителя. В 1879 году был утвержден в должности настоятеля этого монастыря и определён благочинным монастырей и пустыней Курской епархии. В своей деятельности он всегда  отличался точностью и строгостью и был крайне требователен по отношению к другим. 
Много лет он собирал и изучал материалы по церковной истории Курской епархии. Некоторые его исследования (в основном описания монастырей) были помещены в «Курских епархиальных ведомостях»: «Белгород и его святыня»; «Историческое описание монастыря Обоянского», «Упраздненные монастыри», «Рождество-Богородицкий Белгородский женский монастырь» и «Рождество-Богородицкая Глинская пустынь».
Скончался 10 (22) июля 1887 года. После его смерти остались архив с множеством неопубликованных материалов и ценная историко-археологическая библиотека.